# Призрак Франкенштейна
«Призрак Франкенштейна» (англ. The Ghost of Frankenstein) — американский фильм ужасов, выпущенный в 1942 году. Этот фильм стал четвёртым по счету в Классической серии фильмов ужасов студии Universal, снятым по мотивам романа Мэри Шелли про Франкенштейна. Монстра в этом фильме играл уже Лон Чейни-младший.

## Сюжет
В деревне Франкенштейна идёт волнение. Люди думают, что их постигло проклятие, и во всех своих бедах обвиняют монстра Франкенштейна. Идут слухи о том, что Игорь, возможно, жив и пытается оживить монстра. Сельские жители оказывают давление на мэра и он разрешает им уничтожить замок Франкенштейна. Игорь пытается подавить сопротивление, но сельские жители ломают ворота в замок и начинают крушить его. Игорь, убегающий через катакомбы, находит монстра. Невидимые сельским жителям, Игорь и монстр бегут из замка через сельскую местность. Там они сталкиваются с мощной грозой. В монстра попадает молния, но она не убивает его, а наоборот, омолаживает. Игорь решает найти Людвига, второго сына Франкенштейна, чтобы тот помог монстру.
Людвиг Франкенштейн — доктор и психиатр, работает в городе Васария с двумя помощниками. Игорь и Монстр прибывают в Васарию и узнают, что Людвиг живёт в замке в конце города. Монстр увидел на улице девочку, которая ему понравилась, потому что она единственная его не испугалась, он пытается ей помочь достать мяч, но местные жители думают, что он хочет убить её. Монстр возвращает девочку её отцу и на него немедленно нападает полиция.
Городской лейтенант, Эрик Эрнст, прибывает к Людвигу Франкенштейну и просит того прийти в полицейский участок и изучить больного гиганта, которого они поймали. Франкенштейн говорит, что он осмотрит монстра, когда доделает свою работу. Лейтенант уходит, а в это время Игорь приходит к Франкенштейну, и сообщает ему, что за гигант находится в отделении полиции. Игорь просит доктора, чтобы тот излечил больное тело монстра. Франкенштейн отказывается помогать Игорю, он не хочет повторять ошибок, которые совершили его отец и брат. Игорь угрожает что расскажет сельским жителям родословную Франкенштейна и они узнают, что это именно его отец создал монстра, и доктору приходится согласиться. После того, как Игорь уезжает, Франкенштейн просматривает журналы его отца и брата и пробует скрывать цель посещения Игоря от своей дочери — Эльзы.
В отделении полиции монстра сковывают цепями, идёт слушание по делу об убийстве двух жителей города монстром. Монстр не отвечает ни на какие вопросы. Появляется доктор Франкенштейн, чтобы исследовать Монстра. Когда Монстр видит доктора и слышит его фамилию он узнает её и все это замечают, Франкенштейн отрицает, что знает монстра, монстр обезумевает, рвет цепи, люди сразу начинают выбегать из зала. Игорь уводит Монстра.
Эльза заходит в кабинет отца и находит там журналы Франкенштейнов и узнает об истории монстра (показываются кадры из первого фильма). Пока она сидит за столом отца, позади неё к окну подходят Игорь и Монстр, она оборачивается, замечает их и кричит. Её отец прибегает на крики и успокаивает её, говоря ей что это только её воображение. Игорь и Монстр врываются в лабораторию Франкенштейна, и Монстр убивает доктора Кеттеринга. Монстр хватает Эльзу, Людвиг забегает в лабораторию и пускает газ в коридор где находятся Монстр и Игорь и они засыпают. Когда Эльза просыпается, Людвиг говорит ей о смерти Кеттеринга и обещает ей, что он не позволит этому Монстру портить им жизнь.
Людвиг исследует создание своего отца, но Монстр просыпается и пытается его убить. Людвиг успокаивает Монстра. Франкенштейн предлагает Бохмеру убить монстра, а убить его можно только разрезав на куски. Бохмер отказывается, потому что это было бы убийство, ведь Монстр живое существо. Людвиг всё равно хочет уничтожить монстра, пускай даже в одиночку. При изучении журналов его семейства, Людвига посещает призрак его отца, Генри Франкенштейна. Дух отца говорит ему, что он всю жизнь потратил на создание этого существа и нельзя просто так на это наплевать и убить монстра. Он сообщает Людвигу, что мозг Монстра является мозгом преступника, поэтому Монстр такой злой, говорит что не нужно убивать существо, достаточно только пересадить ему другой мозг.
Людвиг говорит Бохмеру и Игорю, что хочет поместить мозг Кеттеринга в череп Монстра. Игорь возражает и просит, чтобы Людвиг использовал его мозг. Франкенштейн отказывается выполнять просьбу Игоря. Эльза пытается отговорить отца от операции, но он не соглашается. Игорь и Монстр скрыты в секретной палате и Игорь пытается объяснить Монстру, что ему дадут другой мозг. Игорь также насмехается над Бохмером, говоря ему, что он не должен быть в помощниках у Франкенштейна. Игорь обещает помогать Бохмеру, если он согласится поместить его мозг в Монстра. Бохмер обдумывает возможности.
Полиция скоро прибывает в дом Франкенштейна, ища Монстра. Они находят секретную комнату, но Игорь и Монстр теперь находятся в городе. Монстр похищает ту маленькую девочку, которая ему понравилась и возвращается в дом Франкенштейна. Причина, по которой монстр похитил маленькую девочку, скоро становится ясной — он хочет мозг девочки в свою голову. Когда Игорь возражает, Монстр яростно отодвигает его, повреждая спину Игоря. Девочка просит, чтобы её отнесли домой, и Монстр неохотно отдаёт её Эльзе. Доктор Франкенштейн делает операцию, полагая, что он помещает мозг Кеттеринга в Монстра. Однако Бохмер заменил мозг Кеттеринга мозгом Игоря.
В деревне отец девочки будит соседей, говоря им, что его дочь была похищена Монстром, и что Франкенштейн скрывает их в своём доме. Горожане идут к дому Франкенштейна. Эрик Эрнст неспособен остановить их, но убеждает группу дать ему несколько минут, чтобы убедить Франкенштейна убить монстра. Людвиг признаёт, что Монстр у него и соглашается показать его Эрику, он говорит, что мозг Кеттеринга находится в черепе монстра. Франкенштейн задаёт вопросы Монстру и он отвечает на них голосом Игоря, все потрясены случившимся.
Сельские жители ждут, когда из дома выйдет Эрик, а он так и не выходит, они решают штурмовать дом. Монстр решает заполнить дом газом, чтобы убить их. Франкенштейн пробует остановить его, но Монстр отражает нападение и смертельно ранит доктора. Сельские жители находят девочку и бегут из здания, в котором уже полно газа. Монстр внезапно становится слепым, поскольку кровь Игоря не совпадает с кровью Монстра. Разгневанный, Монстр убивает Бохмера, затем неосторожно поджигает замок, который из-за этого начинает разваливаться и заваливает монстра. Эрик и Эльза уходят к восходу солнца вместе и смотрят на горящие руины.

## В ролях
- Седрик Хардвик — Людвиг Франкенштейн
- Ральф Беллами — Эрик Эрнст
- Бела Лугоши — Игорь
- Лон Чейни-мл. — Монстр
- Лайонел Этуилл — доктор Бохмер
- Дорис Ллойд — Марта
- Эвелин Анкерс — Эльза Франкенштейн
- Гарри Кординг — Фроун (в титрах не указан)

## Факты
«Призрак Франкенштейна» стал последним фильмом, в котором монстр находится в центре внимания. Начиная со следующего фильма Франкенштейн встречает человека-волка, в котором Лугоши играет Монстра с Чейни младшим в роли Человека-Волка, и во всех последующих Монстр Франкенштейна был частью целого ансамбля монстров Universal.
«Призрак Франкенштейна» перешёл из фильмов класса А в обычный Б-муви, у фильма значительно меньший бюджет по сравнению с его предшественниками. В фильме легко заметна неподвижность лица Монстра в сценах в зале суда; создаётся ощущение, что Лон Чейни-младший носил маску вместо грима, чтобы сократить затраты.